# William Bonnet
William Bonnet (* 25. Juni 1982 in Saint-Doulchard) ist ein ehemaliger französischer Radrennfahrer.

## Karriere
William Bonnet wurde im Jahr 2000 mit der Junioren-Nationalmannschaft Vizeweltmeister in der Mannschaftsverfolgung auf der Bahn. 2004 gewann er das U23-Rennen Paris-Mantes Cycliste. 2005 fuhr er für das Continental Team Auber 93, für das er eine Etappe bei Paris–Corrèze für sich entscheiden konnte. Seit 2006 wechselte zum französischen ProTeam Crédit Agricole und nahm seitdem für verschiedene Radsportteams u. a. an den „Grand Tours“ teil. Seine bis dahin größten Erfolge gelangen ihm 2008, als er die Eintagesrennen Grand Prix de la Somme und Grand Prix d’Isbergues, sowie bei Paris–Nizza 2010, als er im Massensprint die zweite Etappe gewann.

## Erfolge

### Straße
2004
- Paris-Mantes-en-Yvelines

2005
- eine Etappe Paris–Corrèze

2008
- Grand Prix de la Somme
- Grand Prix d’Isbergues

2010
- eine Etappe Paris–Nizza

### Bahn
2000
- Französischer Meister – Einerverfolgung (Junioren)
- Französischer Meister – Mannschaftsverfolgung (Junioren) mit Olivier Basck, Charly Carlier und Nicolas Rousseau

## Grand-Tour-Platzierungen

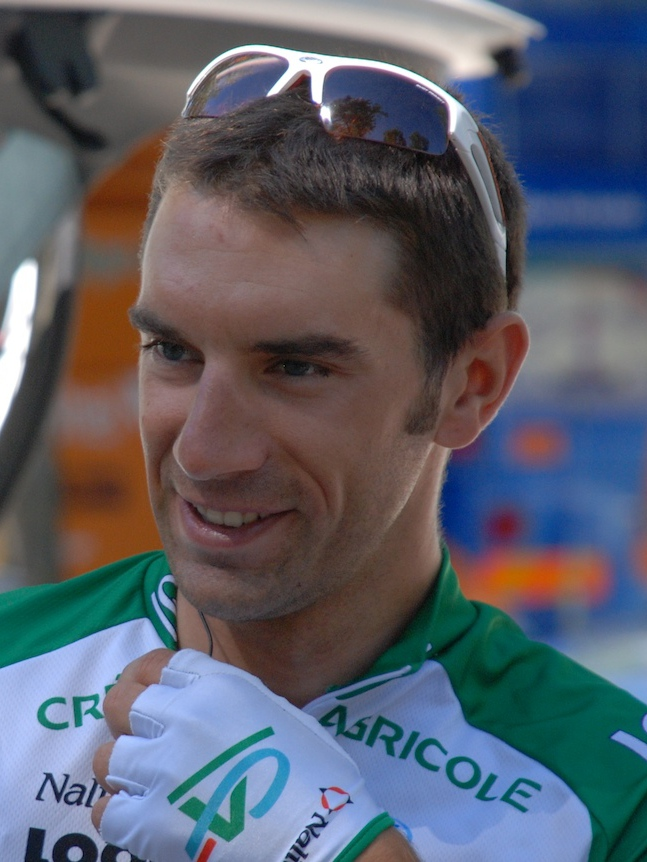
Bonnet bei der Tour de France 2008

| Grand Tour            | 2006 | 2007 | 2008 | 2009 | 2010 | 2011 | 2012 | 2013 | 2014 | 2015 | 2016 | 2017 | 2018 | 2019 | 2020 |
| --------------------- | ---- | ---- | ---- | ---- | ---- | ---- | ---- | ---- | ---- | ---- | ---- | ---- | ---- | ---- | ---- |
| Giro d’ItaliaGiro     | 111  | –    | –    | –    | DNF  | –    | DNF  | –    | –    | –    | –    | DNF  | DNF  | –    |      |
| Tour de FranceTour    | –    | 109  | 102  | 129  | –    | DNF  | –    | DNF  | 158  | DNF  | 127  | –    | –    | 143  | DNF  |
| Vuelta a EspañaVuelta | –    | –    | –    | 109  | 111  | –    | 152  | –    | –    | –    | –    | –    | –    | –    |      |